# Muntiacini
Muntiacini är en släktgrupp av hjortdjur som sammanfattar släktena muntjaker och tofshjort.
De korta, med bara en ögontagg försedda hornen, sitter på långa rosenstockar. De övre hörntänderna hos hannen är stora och framskjutande. Bakbenen saknar hårtofsar. Svansen är av medellängd, med tofs i ändan.
Färgen är ovan gulbrun och längs ryggens mitt mörkare till kastanjebrun. Undre delarna är ljusare (bröstet gulaktigt, strupen och buken bakåt vita). Kroppens längd når 120 centimeter och höjden över bogarna är 65 centimeter.
Arterna i denna grupp lever parvis eller ensamt i Sydostasien, på Sumatra, Java och Borneo.

## Släkten och arter
- släkte Muntiacus
  - Muntiacus reevesi
  - Muntiacus crinifrons
  - Muntiacus feae
  - Muntiacus muntjak
  - Muntiacus atherodes
  - Muntiacus gongshanensis
  - Muntiacus truongsonensis
  - Muntiacus putaoensis
  - Muntiacus vuquangensis, listas ibland i ett eget släkte, Megamuntiacus.
- släkte Elaphodus
  - Elaphodus cephalophus